# غاستون دو فوا

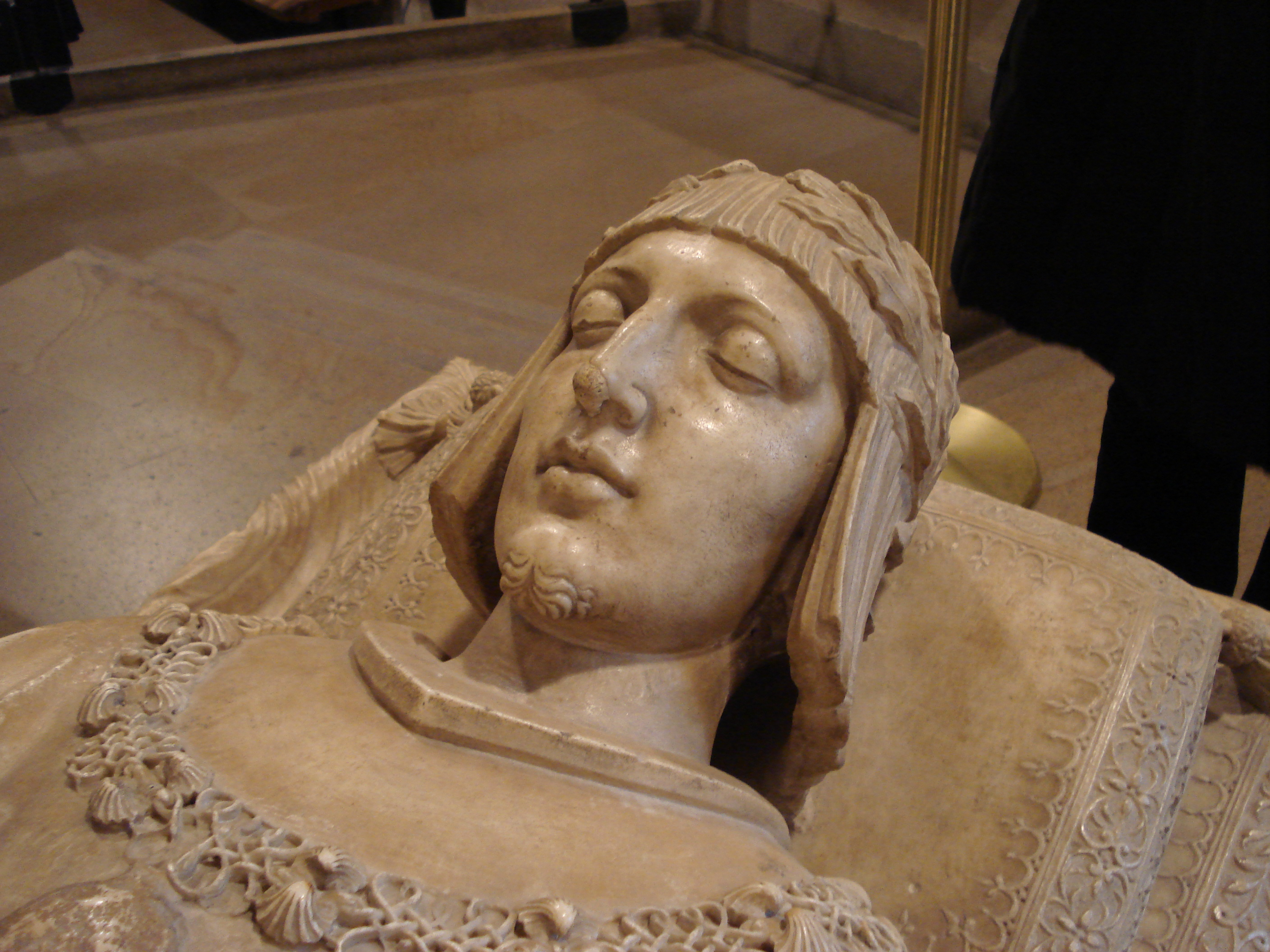
ضريح غاستون دو فوا في ميلانو.

غاستون دو فوا (بالفرنسية: Gaston de Foix)‏ دوق نومور (10 ديسمبر 1489 - 11 أبريل 1512) ويعرف أيضاً باسم صاعقة إيطاليا، كان قائداً عسكرياً فرنسياً اشتهر من خلال الحملة التي قام بها خلال حرب عصبة كامبراي والتي دامت ستة أشهر بين 1511-1512.